# Хармони Даст
Хармони Даст (енгл. Harmony Dust; 1. јануар 1976) је америчка активисткиња за жене које су радиле у секс инсдустрији и за жртве трговине сексом.

## Биографија

### Детињство и младост
Рођена је 1. јануара 1976. Одрасла је у Венису, где је провела детињство испуњено траумама и злостављањем. Мајка је њу и њеног млађег брата оставила када су имали тринаест и осам година. 
Провели су лето бринући се сами о себи пре него што се је упознала момка старијег од ње из комшилука. Он је убрзо постао њен сводник и увео ју је у секс индустрију као егзотичну плесачицу са деветнаест година, под уметничким именом Моника. Престала је тиме да се бави 1998. године, када је постала хришћанка.

### Каријера
Године 2000. је дипломирала психологију на Универзитету Калифорније. Док је радила на магистарској тези из социјалног старања, основала је програм Treasures Out of Darkness који је делио поклон кесе са информацијама о подршци стриптизетама из Лос Анђелеса. Касније је преименовала програм у Treasures Ministries, хришћанску групу за подршку женама које раде у секс индустрији. Након дипломирања, радила је на Одељењу за дечије и породичне услуге и била је члан Националног удружења социјалних радника.
Године 2005. је почела да обучава друге да реплицирају модел Treasures приступа и бриге. Године 2011. је партнер Treasures Ministries-а постао xxxchurch.com и креиран је The Strip Church Network. Тада их је напустила и заједно са својим тимом наставила да обучава друге лидере широм света као део Treasures Network-а. Од 2018. године обучене су бројне теренске службе у преко сто двадесет градова на шест континената.

### Награде, радови и учешћа
Године 2007. је добила награду за свој рад и проглашена је за изванредну омладинску социјалну радницу од калифорнијског огранка Националног удружења социјалних радника. Добила је и признање градоначелничка и конгреса за свој рад 2018. Застава у њену част истакнута је изнад Капитола Сједињених Америчких Држава 19. маја 2018.
Године 2010. је објавила своје мемоаре Scars & Stilettos: The Transformation of an Exotic Dancer. Друго издање је објављено 2018. Била је представљена у часопису Glamour и у The Tyra Banks Show и Sex Rehab with Dr. Drew. 
Маја 2021. је излагала на конференцији ТЕД The Oldest Oppression in the Book која се бавила питањима везаним за проституцију и покретом за њену декриминализацију. Говор је одржан без присуства публике због пандемије ковида 19. Октобра исте године је видео уклоњен са њихове веб странице и Јутјуб канала јер није у складу са смерницама о садржају које дају организатори. Даст верује да је уклоњен зато што садржај њеног говора не одговара политичким ставовима ТЕД-а. Поново га је објавила на сопственом Јутјуб каналу под насловом „Да ли проституција треба да буде легална?”.

### Приватни живот
Удала се за хип хоп певача Пиџона Џона (раније Џона Данкина) 2002, а развели су се 2010. године. Заједно имају једну ћерку. 
Удала се за Кристофера Џастина Грила 14. марта 2015, а развели су се 2022. године. Заједно имају једног сина рођеног у јануару 2018.